# Ніл Даймонд
Ніл Даймонд (англ. Neil Lesley Diamond, нар. 24 січня 1941 року) — американський співак, автор пісень і актор, який займає (за даними на 2002 рік) третє місце (після Елтона Джона і Барбри Стрейзанд) у списку найуспішніших виконавців категорії Adult contemporary (AC) в історії журналу «Білборд». Загальний тираж платівок Даймонда (за даними на 2001 рік) становить 125 мільйонів; з них 48 мільйонів були продані в США.

## Біографія
Ніл Даймонд народився в Брукліні, Нью-Йорк, у родині Роз і Акіб «Ківи» Даймонд (англ. Rose, Akeeba 'Kieve' Diamond), єврейської подружньої пари, яка емігрувала з Польщі, мати з Києва. Чотири роки по тому сім'я переїхала в Вайомінг, де Кив Даймонд проходив службу в американських збройних силах. У 1956 році, коли Ніл навчався в школі, сім'я переїхала на Брайтон-Біч у Бруклін.
Ніл співав в одному шкільному хорі з Барброю Стрейзанд, з якою багато років по тому запише дуетом один зі своїх найбільших хітів, «You Do not Bring Me Flowers» (1-ше місце в США, 1977). У старших класах виступав разом з однокласником Джеком Паркером з рок-н-рольними концертами за образом і подобою братів Еверлі. На свій шістнадцятий день народження Ніл отримав у подарунок гітару: цей подарунок змінив все його життя — він почав брати уроки гри, писати пісні і з цього часу займатися однією лише музикою. Незабаром юний Даймонд написав свою першу пісню, яка називалася «Hear Them Bells» і була присвячена коханій дівчині. В той момент думки про можливість записати композицію у автора не з'явилося, але через багато років пісня була записана і увійшла в його репертуар. У вісімнадцятирічному віці Даймонд написав «Blue Destiny»: цю пісню він уже розглядав як готовий хіт, але пройшло вісім років, перш ніж ця ідея виявилася здійсненою.
У червні 1958 року Даймонд закінчив школу Авраама Лінкольна (Abraham Lincoln High School), а восени того ж року вступив у Нью-Йоркський університет. Музика, проте, залишалася для нього головним пріоритетом: за півроку до закінчення Даймонд покинув університет і вступив на посаду штатного автора-пісняра в одну з видавничих компаній, де став отримувати по 35 доларів у місяць. На початку 1960-х років Даймонд почав виступати з Джеком Паркером в дуеті під назвою «Neil&Jack». Вони підписали видавничий контракт з компанією Allied Entertainment Corporation of America і контракт на випуск платівок — з її крилом, Duel Records. Два сингли, «You Are My Love» (1960) і «I'm Afraid» (1961), успіху не мали, і дует розпався. У 1962 році Даймонд підписав сольний записує контракт з Columbia Records; перший його сингл «At Night», проте, виявився провальним.
Справжній успіх прийшов до Даймонда в 1967 році, коли написана ним пісня «I'm a Believer» стала бестселером у виконанні The Monkees і провела сім тижнів на вершині національних чартів продажів. З цього моменту Даймонд стає однією з ключових фігур зароджувався руху «автора-виконавців» і незмінним учасником хіт-парадів. Особливим успіхом користувалася натхненна дочкою президента Кароліною Кеннеді пісня «Sweet Caroline» — її включили до свого репертуару такі величини, як Елвіс Преслі, Френк Сінатра і Боббі Уомак.
У 1976 році Даймонд взяв, поряд з іншими іменитими музикантами його покоління, участь у прощальному концерті The Band, який був відображений на плівку Мартіном Скорсезе і вийшов на широкий екран під назвою «Останній вальс».

### Падіння популярності
У 1980-х роках кар'єра Даймонда, як і багатьох інших «авторів-виконавців» рубежу 1960-х і 1970-х, пішла на спад. Переломною в кар'єрі можна вважати заголовну роль в рімейку «Співака джазу» (1980) Ела Джолсона, в якому його партнером виступив сам сер Лоуренс Олів'є, — ця робота увійшла в історію тим, що взяла найпершу анти-кінопремію «Золота малина» в номінації «найгірша чоловіча роль».
Про Даймонда згадали в 1994 році, коли близька до оригіналу кавер-версія його класичного хіта «Girl, You'll Be a Woman Soon» (1967) прозвучала в «Кримінальному чтиві» Тарантіно. Раніше подібним чином справа йшла і з даймондівскою «Red Red Wine», що досягла вершини чартів по обидва боки океану в кавер-версії гурту UB40.

### Новий зліт
Новий сплеск популярності Даймонда був пов'язаний з виходом в 2005 році його студійного альбому «12 Songs», спродюсований модним Ріком Рубіном і досяг 4-го місця в національних чартах. До запису диска був притягнутий і Брайан Уїлсон — засновник і ідеолог групи The Beach Boys.
Наступна спільна робота 67-річного Даймонда і продюсера Рубіна, альбом «Home Before Dark», вперше за всю його 48-річну кар'єру в музиці дебютував (в травні 2008 року) на першій сходинці як Billboard 200 в США, так і офіційного альбомного чарту Великої Британії. Тим самим Даймонд побив рекорд, встановлений в 2005 році Бобом Діланом, і став найстаршим виконавцем, коли-небудь очолював список продажів альбомів у США.

## Дискографія

### Студійні альбоми
- 1966 — The Feel of Neil Diamond
- 1967 — Just for You
- 1968 — Velvet Gloves and Spit
- 1969 — Brother Love's Travelling Salvation Show (пізніше вийшов під заголовком Sweet Caroline, коли пісня була додана в альбом)
- 1969 — Touching You, Touching Me
- 1970 — Tap Root Manuscript
- 1971 — Stones
- 1972 — Moods
- 1973 — Jonathan Livingston Seagull (саундтрек)
- 1974 — Serenade
- 1976 — Beautiful Noise
- 1977 — I'm Glad You're Here With Me Tonight
- 1978 — You Do not Bring Me Flowers
- 1980 — September Morn
- 1980 — The Jazz Singer
- 1981 — On the Way to the Sky
- 1982 — Heartlight
- 1984 — Primitive
- 1986 — Headed for the Future
- 1989 — The Best Years of Our Lives
- 1992 — Lovescape
- 1992 — The Christmas Album
- 1993 — Up On The Roof: Songs From The Brill Building
- 1994 — The Christmas Album 2
- 1996 — Tennessee Moon
- 1998 — The Movie Album: As Time Goes By
- 2001 — Three Chord Opera
- 2005 — 12 Songs
- 2008 — Home Before Dark
- 2009 — A Cherry Cherry Christmas
- 2010 — Dreams
- 2013 — Classic Christmas Album
- 2014 — Melody Road

### Концертні альбоми
- 1970 — Gold: Recorded Live at the Troubadour
- 1972 — Hot August Night
- 1977 — Love At The Greek
- 1987 — Hot August Night 2
- 1994 — Live in America
- 2003 — Stages (5 CDs)
- 2009 — Hot August Night / NYC